# Xylobosca spinifrons
Xylobosca spinifrons är en skalbaggsart som beskrevs av Pierre Lesne 1906. Xylobosca spinifrons ingår i släktet Xylobosca och familjen kapuschongbaggar. Inga underarter finns listade i Catalogue of Life.